# Wodogino (obwód wołogodzki)
Wodogino (ros. Водогино) – wieś w Rosji, w rejonie wołogodzkim obwodu wołogodzkiego. W 2010 r. liczyła 20 mieszkańców.